# Liste von Klöstern im Main-Tauber-Kreis

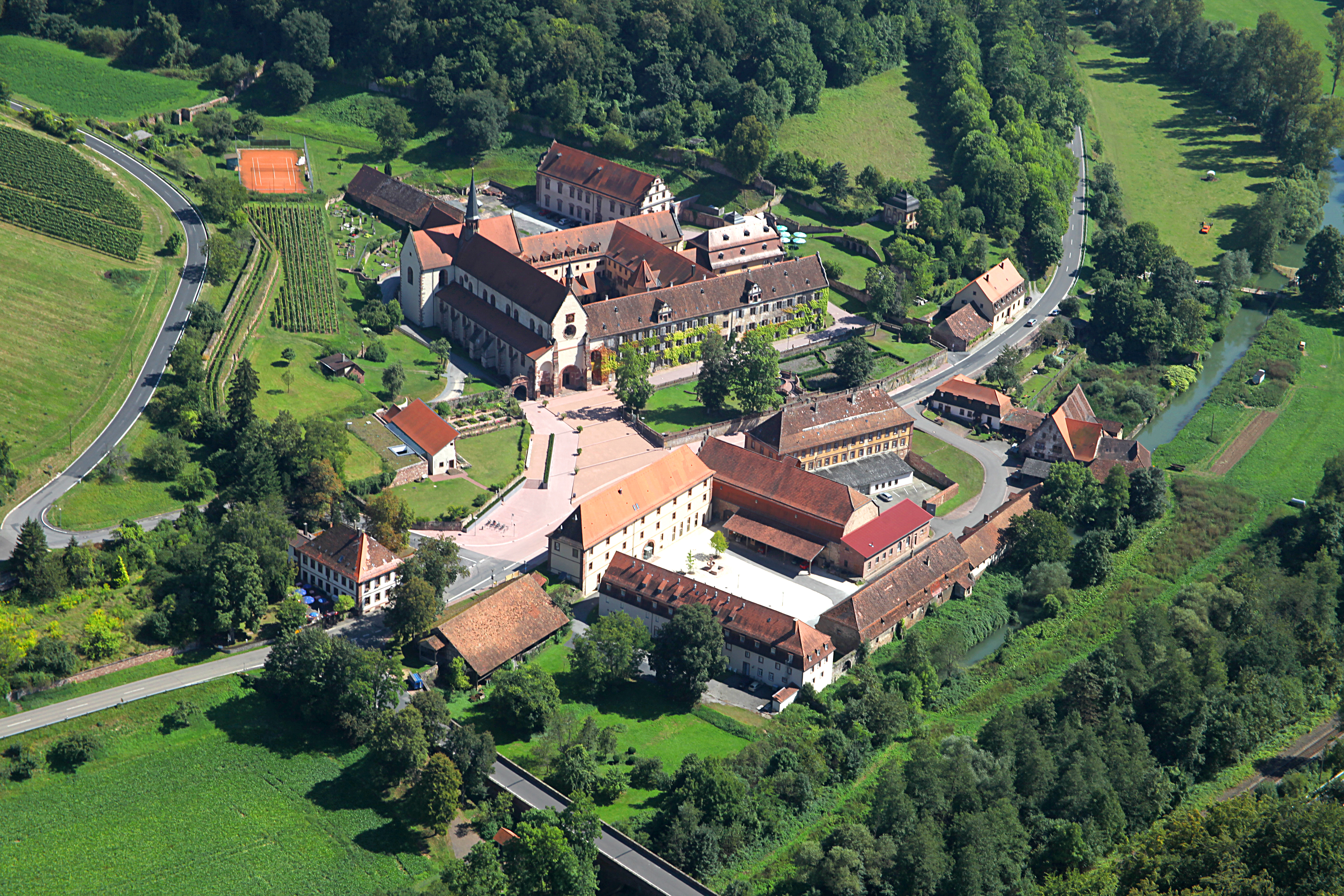
Das Kloster Bronnbach ist das bekannteste und flächenmäßig größte noch erhaltene Kloster im Kreis. Seit 1986 ist das ehemalige Kloster Eigentum des Main-Tauber-Kreises.

Die Liste von Klöstern im Main-Tauber-Kreis zeigt ehemalige und noch bestehende Klöster auf dem Gebiet des heutigen Main-Tauber-Kreises in Baden-Württemberg. Die Liste der Klöster ist nach Städten und Gemeinden sowie in der Folge nach Orten sortiert und erhebt keinen Anspruch auf Vollständigkeit.

## Klöster im Main-Tauber-Kreis
Im Main-Tauber-Kreis sind die folgenden 20 ehemaligen oder noch bestehenden Klöster bekannt:
| Bild             | Gemeinde, Ort                         | Name                                                       | Orden              | gegründet                      | aufgelöst         | Lage | Klöster‑BW-ID                            |
| ---------------- | ------------------------------------- | ---------------------------------------------------------- | ------------------ | ------------------------------ | ----------------- | ---- | ---------------------------------------- |
| (weitere Bilder) | Bad Mergentheim-Bad Mergentheim       | Deutschordenskommende Mergentheim                          | Deutscher Orden    | 1219                           | 1809              | ⊙    | 168                                      |
| (weitere Bilder) | Bad Mergentheim-Bad Mergentheim       | Dominikanerkloster Mergentheim                             | Dominikaner        | um 1270                        | 1805/1809         | ⊙    | 170                                      |
| (weitere Bilder) | Bad Mergentheim-Bad Mergentheim       | Johanniterkommende Mergentheim                             | Johanniterorden    | 1208                           | 1554              | ⊙    | 169                                      |
| (weitere Bilder) | Bad Mergentheim-Bad Mergentheim       | Kapuzinerkloster Mergentheim                               | Kapuziner          | 1627, 1920/33 wieder errichtet | 1809              | ⊙    | 171                                      |
|                  | Bad Mergentheim-Neunkirchen           | Schwesternsammlung Neunkirchen                             | Schwesternsammlung | 1256                           | 1460              | ⊙    | 173                                      |
|                  | Boxberg-Boxberg                       | Johanniterkommende Boxberg                                 | Johanniterorden    | 1287                           | 1381              | ⊙    | 175                                      |
| (weitere Bilder) | Boxberg-Wölchingen                    | Johanniterkommende Wölchingen                              | Johanniterorden    | 1239 erwähnt                   | nach 1287         | ⊙    | 176                                      |
|                  | Creglingen-Archshofen                 | Deutschordenskommende Archshofen                           | Deutscher Orden    | 1267                           | um 1350           | ⊙    | 177                                      |
| (weitere Bilder) | Creglingen-Frauental                  | Zisterzienserinnenabtei Frauental                          | Zisterzienser      | 1232                           | 1547              | ⊙    | 178                                      |
|                  | Creglingen-Schmerbach                 | Schwesternsammlung Schmerbach                              | Schwesternsammlung | unbekannt                      | 1412/1414         | ⊙    | 180                                      |
| (weitere Bilder) | Lauda-Königshofen-Gerlachsheim        | Prämonstratenserpriorat Gerlachsheim                       | Prämonstratenser   | um 1197                        | 1803              | ⊙    | 739                                      |
| (weitere Bilder) | Lauda-Königshofen-Messelhausen        | Augustinerkloster Messelhausen                             | Augustinerorden    | 1932                           | 2013              | ⊙    | (noch nicht erfasst; Stand 3. Okt. 2020) |
|                  | Niederstetten-Niederstetten           | Franziskanerkloster Niederstetten                          | Franziskaner (OFM) | 1749/50                        | 1810              | ⊙    | 182                                      |
| (weitere Bilder) | Tauberbischofsheim-Tauberbischofsheim | Benediktinerinnenkloster Tauberbischofsheim (Liobakloster) | Benediktiner       | 735                            | unbekannt         | ⊙    | (noch nicht erfasst; Stand 3. Okt. 2020) |
| (weitere Bilder) | Tauberbischofsheim-Tauberbischofsheim | Franziskanerkloster Tauberbischofsheim                     | Franziskaner (OFM) | 1629                           | 1823              | ⊙    | 184                                      |
| (weitere Bilder) | Weikersheim-Louisgarde                | Prämonstratenserinnenkloster Lochgarten                    | Prämonstratenser   | 1144                           | frühes 14. Jh.    | ⊙    | 186                                      |
| (weitere Bilder) | Weikersheim-Schäftersheim             | Prämonstratenserinnenkloster Schäftersheim                 | Prämonstratenser   | 1172                           | 1553              | ⊙    | 187                                      |
| (weitere Bilder) | Wertheim-Bronnbach                    | Zisterzienserabtei Bronnbach                               | Zisterzienser      | vor 1153                       | 1803              | ⊙    | 188                                      |
| (weitere Bilder) | Wertheim-Wertheim                     | Kapuzinerkloster Wertheim                                  | Kapuziner          | 2. Hälfte 17. Jh.              | 2. Hälfte 17. Jh. | ⊙    | 190                                      |
| (weitere Bilder) | Wertheim-Wertheim                     | Kollegiatstift St. Maria Wertheim                          | Kollegiatstift     | 1481                           | 1547              | ⊙    | 189                                      |